# Lista de antas localizadas em Portugal
Esta é uma lista de antas localizadas em Portugal, lista não exaustiva das antas/dólmens/mamoas existentes em Portugal, mas tão só das registadas enquanto tal na Wikidata. A lista está ordenada alfabeticamente pela localização administrativa de cada anta.
Antas/dólmens/mamoas são construções megalíticas pré-históricas de carácter sepulcral para inumações colectivas constituídas por uma câmara formada por grandes esteios (pilares) de pedra e fechada no topo dos esteios por uma laje horizontal também de pedra, construção esta que era finalmente coberta por uma camada semicircular de terra e pedras, a mamoa, tendo esta camada de terra e pedras em muitos casos sido destruída pela erosão da chuva e do vento, e pela ação do homem, e daí as antas propriamente ditas que subsistiram ao longo do tempo estarem em geral completamente descobertas e visíveis a olho nu.
Este tipo de construções pré-históricas encontra-se disseminadado por todo o território continental português.
A maior parte das antas encontra-se classificada oficialmente de acordo com a legislação portuguesa. Na penúltima coluna desta lista encontra-se a classificação oficial de cada anta inserida na Wikidata.
No âmbito da Direção-Geral do Património Cultural do estado português, e para além da base de dados que transitou do IGESPAR, existe a base de dados SIPA onde estão registados os imóveis que em Portugal foram  objecto de classificação. Na última coluna desta lista está inserida a hiperligação para a ficha SIPA da respectiva anta existente na Wikidata.
| Designação | Imagem | Localização | Coordenadas Geográficas | designação do património                             | SIPA             |
| --- | ------ | --- | --- | ---------------------------------------------------- | ---------------- |
| Dólmen de Monte Serves |        | | 38° 53′ 39″ N, 9° 05′ 03″ O |                                                      |                  |
| Anta de Agualva |        | Agualva e Mira-Sintra                                                                                              | 38° 46′ 24″ N, 9° 17′ 13″ O | Monumento Nacional                                   | 6417             |
| Anta do Zambujeiro |        | Aguiar | 38° 23′ 26″ N, 7° 58′ 12″ O | sem protecção legal                                  | 32403            |
| Anta do Pão Mole |        | Alandroal (Nossa Senhora da Conceição), São Brás dos Matos (Mina do Bugalho) e Juromenha (Nossa Senhora do Loreto) | 38° 41′ 56″ N, 7° 18′ 43″ O |                                                      |                  |
| Anta dos Galvões |        | Alandroal (Nossa Senhora da Conceição), São Brás dos Matos (Mina do Bugalho) e Juromenha (Nossa Senhora do Loreto) | 38° 42′ 03″ N, 7° 18′ 40″ O |                                                      |                  |
| Mamoa de Açôres |        | Albergaria-a-Velha e Valmaior                                                                                      | 40° 41′ 01″ N, 8° 27′ 39″ O | Imóvel de Interesse Público                          | 776              |
| Antas do Monte da Ordem |        | Alcórrego e Maranhão                                                                                               | 38° 56′ 40″ N, 8° 00′ 55″ O | Monumento Nacional                                   | 6563             |
| Anta da Aldeia da Mata |        | Aldeia da Mata | 39° 18′ 05″ N, 7° 42′ 40″ O | Monumento Nacional                                   | 3230             |
| Anta dos Penedos de São Miguel                                                                                                |        | Aldeia da Mata Crato e Mártires, Flor da Rosa e Vale do Peso                                                       | 39° 18′ 30″ N, 7° 40′ 43″ O | Em vias de classificação Em estudo                   | 28414            |
| Monumentos da Serra da Brenha, que incluem o Dólmen das Carniçosas                                                            |        | Alhadas | 40° 11′ 12″ N, 8° 48′ 25″ O | Monumento Nacional                                   | 2795             |
| Barradas |        | Aljezur | 37° 19′ 08″ N, 8° 47′ 43″ O |                                                      |                  |
| Menir da Pedra d' Anta |        | Alvadia | 41° 26′ 42″ N, 7° 47′ 23″ O | Em vias de classificação                             | 26484            |
| Antas da Serra do Alvão |        | Alvão Soutelo de Aguiar                                                                                            | 41° 29′ 31″ N, 7° 43′ 17″ O | Monumento Nacional                                   | 6020             |
| Anta de Zedes |        | Amedo e Zedes | 41° 16′ 33″ N, 7° 17′ 37″ O | Sítio de Interesse Público                           | 517              |
| Antas de Penalva (2) |        | Antas e Matela | 40° 39′ 27″ N, 7° 33′ 56″ O | sem protecção legal                                  | No/unknown value |
| Anta da Arca |        | Arca e Varzielas                                                                                                   | 40° 36′ 28″ N, 8° 12′ 49″ O | Monumento Nacional                                   | 2569             |
| Anta da Vila de Arraiolos |        | Arraiolos | 38° 42′ 50″ N, 7° 59′ 15″ O | Monumento Nacional                                   | 1178             |
| Anta do Fragoso |        | Assunção | | sem protecção legal                                  | 28652            |
| Anta da Venda |        | Assunção, Ajuda, Salvador e Santo Ildefonso                                                                        | 38° 46′ 51″ N, 7° 10′ 15″ O | sem protecção legal                                  | 25492            |
| Anta 1 do Sobral |        | Assunção, Ajuda, Salvador e Santo Ildefonso                                                                        | 38° 47′ 04″ N, 7° 12′ 11″ O | Imóvel de Interesse Público                          | 2060             |
| Anta do Monte Ruivo |        | Assunção, Ajuda, Salvador e Santo Ildefonso                                                                        | 38° 48′ 06″ N, 7° 11′ 16″ O | Imóvel de Interesse Público                          | 3873             |
| Anta n.º 2 das Defesinhas |        | Assunção, Ajuda, Salvador e Santo Ildefonso                                                                        | 38° 47′ 16″ N, 7° 10′ 24″ O | sem protecção legal                                  | 28503            |
| Anta de Valmor |        | Assunção, Ajuda, Salvador e Santo Ildefonso                                                                        | 38° 50′ 28″ N, 7° 11′ 19″ O | Imóvel de Interesse Público                          | 2064             |
| Anta n.º 1 das Defesinhas |        | Assunção, Ajuda, Salvador e Santo Ildefonso                                                                        | 38° 47′ 10″ N, 7° 10′ 23″ O | sem protecção legal                                  | 28502            |
| Anta 1 de São Rafael |        | Assunção, Ajuda, Salvador e Santo Ildefonso                                                                        | 38° 46′ 17″ N, 7° 11′ 25″ O | Imóvel de Interesse Público                          | 4585             |
| Anta 2 de São Rafael |        | Assunção, Ajuda, Salvador e Santo Ildefonso                                                                        | 38° 46′ 31″ N, 7° 11′ 48″ O | Imóvel de Interesse Público                          | 4591             |
| Monumento megalítico da Pata do Cavalo                                                                                        |        | Azinheira dos Barros e São Mamede do Sádão                                                                         | 38° 05′ 14″ N, 8° 28′ 55″ O | Imóvel de Interesse Público                          | 3441             |
| Mamoa de Ramos |        | Baltar | 41° 10′ 45″ N, 8° 23′ 24″ O | Em vias de classificação                             | 34649            |
| Anta do Padrão |        | Baltar | 41° 11′ 20″ N, 8° 23′ 45″ O | Imóvel de Interesse Público                          | 5115             |
| Anta de D. Miguel |        | Barbacena e Vila Fernando                                                                                          | 38° 59′ 17″ N, 7° 19′ 54″ O | Monumento Nacional                                   | 1854             |
| Anta do Olival de Monte Velho                                                                                                 |        | Barbacena e Vila Fernando                                                                                          | 38° 59′ 12″ N, 7° 18′ 01″ O | Monumento Nacional                                   | 1754             |
| Anta da Coutada de Barbacena                                                                                                  |        | Barbacena e Vila Fernando                                                                                          | 38° 58′ 23″ N, 7° 20′ 00″ O | Monumento Nacional                                   | 3228             |
| Anta da Torna do Paço Pereira                                                                                                 |        | Barbacena e Vila Fernando                                                                                          | 38° 59′ 24″ N, 7° 18′ 04″ O | Monumento Nacional                                   | 3719             |
| Anta do Alto de Miraflores |        | Barbacena e Vila Fernando                                                                                          | 38° 58′ 49″ N, 7° 18′ 38″ O | Monumento Nacional                                   | 3204             |
| Anta do Porto de Cima de D. Miguel                                                                                            |        | Barbacena e Vila Fernando                                                                                          | 38° 58′ 56″ N, 7° 17′ 59″ O | Monumento Nacional                                   | 1855             |
| Anta da Cabeça Gorda |        | Barbacena e Vila Fernando                                                                                          | 38° 58′ 43″ N, 7° 18′ 58″ O | Monumento Nacional                                   | 3743             |
| Anta do Torrão |        | Barbacena e Vila Fernando                                                                                          | 38° 58′ 28″ N, 7° 16′ 23″ O | Monumento Nacional                                   | 3739             |
| Anta 1 dos Serrones |        | Barbacena e Vila Fernando                                                                                          | 38° 54′ 20″ N, 7° 22′ 12″ O | Imóvel de Interesse Público                          | 2062             |
| Anta 2 dos Serrones |        | Barbacena e Vila Fernando                                                                                          | 38° 54′ 09″ N, 7° 22′ 10″ O | Imóvel de Interesse Público                          | 2061             |
| Anta do Penedo Gordo |        | Belver | 39° 29′ 25″ N, 7° 59′ 48″ O | Imóvel de Interesse Público                          | 3742             |
| Anta do Pinheiro dos Abraços                                                                                                  |        | Bobadela | 40° 22′ 01″ N, 7° 52′ 48″ O | Imóvel de Interesse Público                          | 1642             |
| Mamoa da Portela de Anta |        | Cabreiros e Albergaria da Serra Arouca                                                                             | 40° 51′ 35″ N, 8° 15′ 35″ O | sem protecção legal Imóvel de Interesse Público      | 8572             |
| Anta da Masmorra |        | Cachopo | 37° 22′ 36″ N, 7° 51′ 53″ O |                                                      |                  |
| Cerro das Pedras Altas |        | Cachopo | 37° 21′ 14″ N, 7° 52′ 34″ O |                                                      |                  |
| Mamoa da Quinta da Laje |        | Caldas de São Jorge e Pigeiros                                                                                     | 40° 56′ 48″ N, 8° 30′ 36″ O | Imóvel de Interesse Público                          | 797              |
| Lapa de Meruge |        | Cambra e Carvalhal de Vermilhas                                                                                    | 40° 38′ 27″ N, 8° 08′ 22″ O | Em vias de classificação                             | 36306            |
| Anta da Aboboreira |        | Campelo e Ovil Loivos do Monte                                                                                     | 41° 12′ 13″ N, 8° 00′ 27″ O | Monumento Nacional                                   | 4846             |
| Conjunto Megalítico de Meninas do Crasto                                                                                      |        | Campelo e Ovil | 41° 12′ 04″ N, 8° 01′ 16″ O |                                                      |                  |
| Conjunto Megalítico de Outeiro de Ante                                                                                        |        | Campelo e Ovil | 41° 11′ 27″ N, 8° 02′ 07″ O |                                                      |                  |
| Conjunto Megalítico de Outeiro de Gregos                                                                                      |        | Campelo e Ovil | 41° 11′ 16″ N, 8° 02′ 26″ O |                                                      |                  |
| Anta 2 da Herdade dos Cebolinhos                                                                                              |        | Campo e Campinho                                                                                                   | 38° 21′ 52″ N, 7° 28′ 13″ O | Sítio de Interesse Público                           | 34015            |
| Orca de Pramelas |        | Canas de Senhorim                                                                                                  | 40° 30′ 47″ N, 7° 54′ 15″ O | Imóvel de Interesse Público                          | 7279             |
| Anta do Paço da Vinha |        | Canaviais São Bento do Mato                                                                                        | 38° 37′ 24″ N, 7° 52′ 42″ O | Monumento Nacional                                   | 3935             |
| Dólmen de Carapito I, também conhecido por «Casa da Moura»                                                                    |        | Carapito | 40° 45′ 03″ N, 7° 27′ 51″ O | Monumento Nacional                                   | 1369             |
| Anta de Vilarinho da Castanheira                                                                                              |        | Carrazeda de Ansiães                                                                                               | 41° 11′ 54″ N, 7° 11′ 23″ O | Monumento Nacional                                   |                  |
| Monumentos Megalíticos e Arte Rupestre do Planalto de Castro Laboreiro                                                        |        | Castro Laboreiro e Lamas de Mouro                                                                                  | 42° 03′ 56″ N, 8° 06′ 41″ O | Sítio de Interesse Público                           | 3592             |
| Anta de Adrenunes |        | Colares | 38° 46′ 41″ N, 9° 27′ 52″ O | Monumento Nacional                                   | 6414             |
| Anta ou orca de Cortiçô |        | Cortiçô e Vila Chã                                                                                                 | 40° 40′ 15″ N, 7° 30′ 20″ O | Imóvel de Interesse Público                          | 3085             |
| Anta da Cerqueira |        | Couto de Esteves                                                                                                   | 40° 46′ 48″ N, 8° 18′ 36″ O | Imóvel de Interesse Público                          | 668              |
| Anta do Repilau |        | Coutos de Viseu | 40° 41′ 41″ N, 7° 59′ 20″ O | Imóvel de Interesse Público                          | 4291             |
| Anta da Lameira do Fojo 1 |        | Coutos de Viseu | 40° 41′ 57″ N, 7° 59′ 03″ O | Imóvel de Interesse Público                          | 4250             |
| Mamoa sita no Outeiro Lesenho                                                                                                 |        | Covas do Barroso Vilar e Viveiro                                                                                   | 41° 38′ 56″ N, 7° 45′ 23″ O | Sítio de Interesse Municipal                         | 35813            |
| Anta do Crato |        | Crato e Mártires, Flor da Rosa e Vale do Peso                                                                      | 39° 16′ 04″ N, 7° 37′ 32″ O | Monumento Nacional                                   | 4578             |
| Anta de Cunha Baixa |        | Cunha Baixa | 40° 34′ 12″ N, 7° 46′ 15″ O | Monumento Nacional                                   | 2378             |
| Dólmen da Aliviada ou Mamoa 1 de Aliviada                                                                                     |        | Escariz | 40° 54′ 48″ N, 8° 23′ 35″ O | Monumento Nacional                                   | 223              |
| Anta do Penedo Com |        | Esmolfe | 40° 41′ 39″ N, 7° 40′ 11″ O | Imóvel de Interesse Público                          | 3789             |
| Anta da Vila de Nisa |        | Espírito Santo, Nossa Senhora da Graça e São Simão                                                                 | 39° 26′ 53″ N, 7° 40′ 34″ O | Monumento Nacional                                   | 3229             |
| Anta I dos Saragonheiros |        | Espírito Santo, Nossa Senhora da Graça e São Simão                                                                 | 39° 27′ 10″ N, 7° 38′ 13″ O | Em vias de classificação                             | 36046            |
| Anta de Casaínhos |        | Fanhões | 38° 52′ 50″ N, 9° 10′ 10″ O | Monumento Nacional                                   | 6310             |
| Anta de Cas-Freires |        | Ferreira de Aves                                                                                                   | 40° 49′ 09″ N, 7° 42′ 10″ O | Monumento Nacional                                   | 3782             |
| Mamoa do Taio |        | Frazão Arreigada                                                                                                   | 41° 15′ 22″ N, 8° 25′ 14″ O | sem protecção legal                                  | 34648            |
| Mamoa do Batateiro |        | Gave | 41° 59′ 46″ N, 8° 16′ 10″ O |                                                      |                  |
| Anta da Herdade das Palhas 3 / Foro da Cerca                                                                                  |        | Glória | 38° 45′ 44″ N, 7° 35′ 37″ O | Em vias de classificação                             | 36304            |
| Anta Casas do Canal 3 / Foro do Cuco                                                                                          |        | Glória | 38° 46′ 31″ N, 7° 36′ 59″ O | Em vias de classificação                             | 36302            |
| Anta Casas do Canal 1 |        | Glória | 38° 46′ 20″ N, 7° 36′ 23″ O | Em vias de classificação                             | 36300            |
| Anta da Figueira |        | Glória | 38° 46′ 09″ N, 7° 36′ 05″ O | Em vias de classificação                             | 36299            |
| Anta Casas do Canal 4 / Talisca                                                                                               |        | Glória | 38° 45′ 40″ N, 7° 36′ 23″ O | Em vias de classificação                             | 36303            |
| Anta da Herdade da Corticeira                                                                                                 |        | Glória | 38° 45′ 28″ N, 7° 36′ 23″ O | Em vias de classificação                             | 36298            |
| Anta Casas do Canal 2 / Foro da Passadeira                                                                                    |        | Glória | 38° 46′ 36″ N, 7° 36′ 24″ O | Em vias de classificação                             | 36301            |
| Anta da Herdade das Entre Águas                                                                                               |        | Glória | 38° 47′ 07″ N, 7° 37′ 52″ O | Em vias de classificação                             | 36073            |
| Anta da Herdade das Palhas 1                                                                                                  |        | Glória | 38° 46′ 00″ N, 7° 34′ 38″ O | Em vias de classificação                             | 36305            |
| Anta da Arquinha da Moura |        | Lajeosa do Dão | 40° 30′ 39″ N, 8° 00′ 16″ O | Imóvel de Interesse Público                          | 4983             |
| Mamoa de Lamas |        | Lamas | 41° 30′ 12″ N, 8° 25′ 54″ O | Sítio de Interesse Municipal                         | 33763            |
| Anta da Toupeira |        | Lousa | 38° 52′ 28″ N, 9° 12′ 10″ O | sem protecção legal                                  | 21380            |
| Mamoa e gravuras rupestres conhecidas por «as Pegadinhas de São Gonçalo», a 16 m e 30 m, respectivamente, do «Menir de Luzim» |        | Luzim e Vila Cova                                                                                                  | 41° 08′ 53″ N, 8° 15′ 21″ O | Imóvel de Interesse Público                          | 5310             |
| Mamoa de Luzim |        | Luzim e Vila Cova                                                                                                  | 41° 08′ 39″ N, 8° 15′ 21″ O | Imóvel de Interesse Público                          |                  |
| Mamoa 1 de Taím |        | Maia | |                                                      |                  |
| Mamoa 2 do Leandro |        | Maia | |                                                      |                  |
| Mamoa 4 do Leandro |        | Maia | |                                                      |                  |
| Mamoa 5 do Leandro |        | Maia | |                                                      |                  |
| Anta da Pedra de Anta |        | Malhada Sorda | 40° 30′ 40″ N, 6° 52′ 49″ O | Sítio de Interesse Público                           | 19068            |
| Dólmen da Matança |        | Matança | 40° 40′ 08″ N, 7° 31′ 58″ O | Imóvel de Interesse Público                          | 1459             |
| Dólmen da Pedra Branca |        | Melides | 38° 06′ 47″ N, 8° 43′ 27″ O | Imóvel de Interesse Público                          | 3416             |
| Anta da Carrajola, ou Anta da Carrajola 1, ou Anta 1 da Herdade da Carrajola                                                  |        | Monforte | 38° 59′ 12″ N, 7° 26′ 49″ O | Sítio de Interesse Público                           | 28629            |
| Anta da Serrinha |        | Monforte | 39° 02′ 04″ N, 7° 29′ 55″ O | Sítio de Interesse Público                           | 28630            |
| Anta de Bósios 1 |        | Monforte | 39° 06′ 59″ N, 7° 27′ 05″ O | Sítio de Interesse Público                           | 28889            |
| Anta de Vale de Romeiras 1 |        | Monforte | 39° 01′ 36″ N, 7° 27′ 06″ O | Sítio de Interesse Público                           | 28890            |
| Anta da Quinta de Santo António 2                                                                                             |        | Monforte | | sem protecção legal                                  |                  |
| Anta da Gafa 1 |        | Monforte | | sem protecção legal                                  | 28891            |
| Complexo Megalítico do Olival da Pega                                                                                         |        | Monsaraz | 38° 27′ 06″ N, 7° 23′ 56″ O | Sítio de Interesse Público                           | 25654            |
| Mamoas da Veiga |        | Montalegre e Padroso                                                                                               | 41° 50′ 07″ N, 7° 45′ 02″ O | Imóvel de Interesse Público                          | 5890             |
| Mamoa do Chão da Pica |        | Montaria | 41° 46′ 53″ N, 8° 44′ 15″ O | sem protecção legal                                  | 2164             |
| Antas da Herdade do Freixo |        | Monte do Trigo | 38° 39′ 48″ N, 7° 49′ 26″ O | Monumento Nacional                                   | 3941             |
| Q134546831 |        | Nisa | 39° 26′ 53″ N, 7° 40′ 34″ O | Monumento Nacional                                   |                  |
| Anta do Pai Anes |        | Nossa Senhora da Graça de Póvoa e Meadas                                                                           | 39° 31′ 05″ N, 7° 32′ 16″ O | Imóvel de Interesse Público                          | 2059             |
| Anta da Tapada dos Matos |        | Nossa Senhora da Graça de Póvoa e Meadas                                                                           | 39° 30′ 47″ N, 7° 32′ 00″ O | Sítio de Interesse Público                           | 3237             |
| Antas da Valeira |        | Nossa Senhora da Graça do Divor                                                                                    | 38° 38′ 17″ N, 8° 00′ 06″ O |                                                      |                  |
| Anta de Paredes |        | Nossa Senhora da Graça do Divor                                                                                    | 38° 39′ 46″ N, 8° 02′ 20″ O | Monumento Nacional                                   | 3931             |
| Anta de Silvadas |        | Nossa Senhora da Graça do Divor                                                                                    | 38° 45′ 39″ N, 8° 01′ 13″ O | Monumento Nacional                                   | 3857             |
| Anta Grande do Zambujeiro |        | Nossa Senhora da Tourega e Nossa Senhora de Guadalupe                                                              | 38° 32′ 21″ N, 8° 00′ 52″ O | Monumento Nacional                                   | 1233             |
| Antas do Barrocal |        | Nossa Senhora da Tourega e Nossa Senhora de Guadalupe                                                              | 38° 30′ 33″ N, 8° 00′ 24″ O | Monumento Nacional                                   | 3943             |
| Anta de Patalim |        | Nossa Senhora da Vila, Nossa Senhora do Bispo e Silveiras                                                          | 38° 36′ 40″ N, 8° 03′ 32″ O |                                                      |                  |
| Anta Grande da Comenda da Igreja                                                                                              |        | Nossa Senhora da Vila, Nossa Senhora do Bispo e Silveiras                                                          | 38° 45′ 29″ N, 8° 12′ 11″ O | Monumento Nacional                                   | 1176             |
| Anta da Herdade da Serranheira                                                                                                |        | Nossa Senhora da Vila, Nossa Senhora do Bispo e Silveiras                                                          | 38° 38′ 29″ N, 8° 00′ 03″ O | Monumento Nacional                                   | 1179             |
| Anta da Herdade de Tourais |        | Nossa Senhora da Vila, Nossa Senhora do Bispo e Silveiras                                                          | 38° 38′ 31″ N, 8° 09′ 36″ O | Monumento Nacional                                   | 1195             |
| Anta da Herdade das Comendas                                                                                                  |        | Nossa Senhora da Vila, Nossa Senhora do Bispo e Silveiras                                                          | 38° 36′ 19″ N, 8° 13′ 30″ O | Monumento Nacional                                   | 1037             |
| Antas Grandes do Paço |        | Nossa Senhora da Vila, Nossa Senhora do Bispo e Silveiras                                                          | 38° 46′ 16″ N, 8° 13′ 06″ O | Monumento Nacional                                   | 3925             |
| Anta da Velada (Comenda do Coelho)                                                                                            |        | Nossa Senhora da Vila, Nossa Senhora do Bispo e Silveiras                                                          | 38° 45′ 16″ N, 8° 12′ 47″ O | Monumento Nacional                                   | 2871             |
| Anta do Estanque |        | Nossa Senhora da Vila, Nossa Senhora do Bispo e Silveiras                                                          | 38° 45′ 54″ N, 8° 11′ 39″ O | Sítio de Interesse Público                           | 30255            |
| Anta da Moita do Gato |        | Nossa Senhora da Vila, Nossa Senhora do Bispo e Silveiras                                                          | 38° 36′ 45″ N, 8° 02′ 33″ O | Imóvel de Interesse Público Em vias de classificação | 35506            |
| Anta 2 da Comenda da Igreja                                                                                                   |        | Nossa Senhora da Vila, Nossa Senhora do Bispo e Silveiras                                                          | 38° 45′ 49″ N, 8° 12′ 08″ O | Imóvel de Interesse Público Em vias de classificação | 35507            |
| Anta da Chaminé |        | Nossa Senhora da Vila, Nossa Senhora do Bispo e Silveiras                                                          | 38° 44′ 46″ N, 8° 10′ 49″ O | Imóvel de Interesse Público Em vias de classificação | 35508            |
| Anta 1 do Monte das Fazendas                                                                                                  |        | Nossa Senhora da Vila, Nossa Senhora do Bispo e Silveiras                                                          | 38° 42′ 14″ N, 8° 04′ 50″ O | sem protecção legal                                  | 35509            |
| Anta da Herdade de Montinho                                                                                                   |        | Nossa Senhora de Machede                                                                                           | 38° 33′ 32″ N, 7° 41′ 43″ O | Monumento Nacional                                   | 3851             |
| Anta da Herdade da Galvoeira                                                                                                  |        | Nossa Senhora de Machede                                                                                           | 38° 37′ 37″ N, 7° 49′ 31″ O | Monumento Nacional                                   | 3850             |
| Dólmen da Orca |        | Oliveira do Conde                                                                                                  | 40° 26′ 39″ N, 7° 56′ 18″ O | Monumento Nacional                                   | 4280             |
| Conjunto dos Monumentos Megalíticos de Fiais/Azenha                                                                           |        | Oliveira do Conde                                                                                                  | 40° 27′ 47″ N, 7° 55′ 28″ O 40° 27′ 01″ N, 7° 56′ 02″ O 40° 26′ 44″ N, 7° 55′ 40″ O 40° 26′ 43″ N, 7° 55′ 38″ O 40° 26′ 39″ N, 7° 57′ 01″ O 40° 26′ 33″ N, 7° 56′ 37″ O 40° 26′ 29″ N, 7° 56′ 38″ O 40° 26′ 15″ N, 7° 56′ 33″ O 40° 27′ 32″ N, 8° 00′ 18″ O 40° 27′ 16″ N, 8° 00′ 44″ O | Em vias de classificação                             |                  |
| Anta da Arcainha |        | Oliveira do Hospital                                                                                               | 40° 26′ 43″ N, 7° 50′ 40″ O | Imóvel de Interesse Público                          |                  |
| Anta de Pinheiro dos Abraços                                                                                                  |        | Oliveira do Hospital                                                                                               | 40° 26′ 43″ N, 7° 50′ 40″ O | Imóvel de Interesse Público                          |                  |
| Anta da Foz do Rio Frio |        | Ortiga | 39° 28′ 27″ N, 8° 03′ 48″ O | Imóvel de Interesse Municipal                        | 2065             |
| Tholos da Nora Velha |        | Ourique | 37° 34′ 41″ N, 8° 18′ 04″ O | Em vias de classificação                             | 34690            |
| Antas de Paranhos |        | Paranhos da Beira                                                                                                  | 40° 29′ 26″ N, 7° 48′ 22″ O | Monumento Nacional                                   | 2974             |
| Mamoa de Moumiz |        | Paus | 41° 04′ 05″ N, 7° 55′ 28″ O | Imóvel de Interesse Municipal                        | 2447             |
| Anta de Pavia |        | Pavia | 38° 53′ 39″ N, 8° 01′ 02″ O | Monumento Nacional                                   | 2726             |
| Anta da Cré 3 |        | Pavia | 38° 52′ 08″ N, 7° 58′ 38″ O |                                                      |                  |
| Anta da Lapeira I |        | Pavia | 38° 53′ 21″ N, 8° 00′ 39″ O |                                                      |                  |
| Mamoa do Monte dos Condes |        | Pavia | 38° 55′ 02″ N, 7° 57′ 18″ O |                                                      |                  |
| Dois dólmenes na Herdade de Corte Serrão                                                                                      |        | Pedrógão | 38° 11′ 07″ N, 7° 33′ 34″ O | Imóvel de Interesse Público                          | 901              |
| Anta de Santa Marta |        | Penafiel | 41° 12′ 25″ N, 8° 15′ 15″ O | Monumento Nacional                                   | 5319             |
| Anta de Pendilhe |        | Pendilhe | 40° 50′ 41″ N, 7° 43′ 26″ O | Imóvel de Interesse Público                          | 4256             |
| Dólmen de Nossa Senhora do Monte                                                                                              |        | Penela da Beira | 41° 01′ 24″ N, 7° 26′ 30″ O |                                                      |                  |
| Dólmen da Capela de Nossa Senhora do Monte                                                                                    |        | Penela da Beira | 41° 01′ 24″ N, 7° 26′ 30″ O | Monumento Nacional                                   | 3691             |
| Anta do Carvalhal |        | Penela da Beira | 41° 01′ 25″ N, 7° 26′ 30″ O | sem protecção legal                                  | 24437            |
| Anta pintada de Antelas |        | Pinheiro | 40° 42′ 45″ N, 8° 14′ 38″ O | Monumento Nacional                                   | 2437             |
| Anta da Polvoreira |        | Polvoreira | | sem protecção legal                                  | 754              |
| Conjunto Megalítico de Moitas                                                                                                 |        | Proença-a-Nova e Peral                                                                                             | 39° 43′ 17″ N, 7° 52′ 28″ O 39° 43′ 20″ N, 7° 51′ 37″ O 39° 43′ 08″ N, 7° 51′ 46″ O | Em vias de classificação                             |                  |
| Anta do Cão do Ribeiro |        | Proença-a-Nova e Peral                                                                                             | 39° 43′ 17″ N, 7° 52′ 28″ O | Em vias de classificação                             | 36395            |
| Anta do Vale do Alvito |        | Proença-a-Nova e Peral                                                                                             | 39° 43′ 08″ N, 7° 51′ 46″ O | Em vias de classificação                             | 36396            |
| Anta do Cabeço da Anta |        | Proença-a-Nova e Peral                                                                                             | 39° 43′ 20″ N, 7° 51′ 37″ O | Em vias de classificação                             | 36397            |
| Anta da Pêra do Moço |        | Pêra do Moço | 40° 36′ 45″ N, 7° 12′ 11″ O | Imóvel de Interesse Público                          | 1482             |
| Mamoa de Sejães |        | Póvoa de Varzim | |                                                      |                  |
| Orca dos Juncais |        | Queiriga | 40° 48′ 56″ N, 7° 43′ 55″ O | Monumento Nacional                                   | 4258             |
| Anta da Estria |        | Queluz e Belas | 38° 46′ 11″ N, 9° 16′ 03″ O | Monumento Nacional                                   | 26962            |
| Anta do Monte Abraão |        | Queluz e Belas | 38° 46′ 05″ N, 9° 15′ 53″ O | Monumento Nacional                                   | 6093             |
| Anta do Senhor da Serra |        | Queluz e Belas | 38° 46′ 23″ N, 9° 16′ 00″ O | Monumento Nacional                                   |                  |
| Antas de Belas |        | Queluz e Belas | 38° 46′ 14″ N, 9° 16′ 00″ O | Monumento Nacional                                   |                  |
| Anta das Pedras Grandes |        | Ramada e Caneças                                                                                                   | 38° 48′ 24″ N, 9° 13′ 07″ O | Monumento Nacional                                   | 6515             |
| Dólmen do Sítio das Batalhas                                                                                                  |        | Ramada e Caneças                                                                                                   | 38° 48′ 39″ N, 9° 12′ 52″ O | Monumento Nacional                                   | 6514             |
| Anta da Herdade da Candieira                                                                                                  |        | Redondo | 38° 42′ 15″ N, 7° 33′ 13″ O | Monumento Nacional                                   | 1194             |
| Anta da Vidigueira |        | Redondo | 38° 40′ 35″ N, 7° 39′ 34″ O | Monumento Nacional                                   | 1175             |
| Anta da Herdade das Dessouras                                                                                                 |        | Redondo | 38° 41′ 33″ N, 7° 38′ 10″ O | Monumento Nacional                                   | 1193             |
| Mamoa do Castro |        | Ribeira de Fráguas                                                                                                 | | sem protecção legal                                  |                  |
| Anta da Pedra da Orca |        | Rio Torto e Lagarinhos                                                                                             | 40° 29′ 59″ N, 7° 39′ 16″ O | Imóvel de Interesse Público                          | 1466             |
| Anta de Mamaltar do Vale de Fachas                                                                                            |        | Rio de Loba | 40° 40′ 47″ N, 7° 51′ 02″ O | Monumento Nacional                                   | 3672             |
| Dólmen existente no terreno designado «Leira Longa», junto a uma veiga de terras lavradias chamadas «As Mourinhas»            |        | Sanfins Lamoso Codessos                                                                                            | 41° 18′ 59″ N, 8° 21′ 02″ O | Imóvel de Interesse Público                          | 5001             |
| Anta do Casal-Mau |        | Santa Eulália | 40° 56′ 41″ N, 8° 17′ 21″ O | Monumento Nacional                                   | 6661             |
| Anta do Monte dos Frades |        | Santa Eulália | 38° 58′ 26″ N, 7° 13′ 27″ O | Imóvel de Interesse Público                          | 4584             |
| Anta da Casa dos Galhardos |        | Santa Maria da Devesa                                                                                              | 39° 27′ 27″ N, 7° 26′ 18″ O | Monumento Nacional                                   | 3744             |
| Anta das Tapadas de Pedro Álvaro                                                                                              |        | Santa Maria da Devesa                                                                                              | 39° 26′ 42″ N, 7° 28′ 19″ O | Monumento Nacional                                   | 3219             |
| Anta dos Pombais |        | Santa Maria da Devesa                                                                                              | 39° 26′ 06″ N, 7° 27′ 42″ O | Monumento Nacional                                   | 3227             |
| Anta do Vale de Sancho |        | Santa Maria da Devesa                                                                                              | 39° 29′ 24″ N, 7° 26′ 02″ O | Imóvel de Interesse Público                          | 4582             |
| Anta dos Olheiros |        | Santa Maria da Devesa                                                                                              | 39° 28′ 26″ N, 7° 27′ 20″ O | Imóvel de Interesse Público                          | 4592             |
| Anta do Porto Aivado |        | Santa Maria da Devesa                                                                                              | 39° 29′ 12″ N, 7° 25′ 06″ O | Imóvel de Interesse Público                          | 4593             |
| Anta da Várzea dos Mourões |        | Santiago Maior | 39° 29′ 13″ N, 7° 28′ 07″ O | Monumento Nacional                                   | 3212             |
| Anta da Melriça |        | Santiago Maior | 39° 26′ 02″ N, 7° 30′ 09″ O | Monumento Nacional                                   | 3718             |
| Anta de Couleiros |        | Santiago Maior | 39° 26′ 39″ N, 7° 28′ 13″ O | Monumento Nacional                                   | 4577             |
| Anta do Cerejeiro |        | Santiago Maior | 39° 29′ 23″ N, 7° 28′ 16″ O | Imóvel de Interesse Público                          | 4594             |
| Anta dos Coureleiros IV |        | Santiago Maior | 39° 26′ 39″ N, 7° 28′ 21″ O | Imóvel de Interesse Público                          | 4581             |
| Anta dos Coureleiros I |        | Santiago Maior | 39° 26′ 34″ N, 7° 28′ 17″ O | Imóvel de Interesse Público                          | 4588             |
| Anta do Junçal |        | Santiago Maior | 39° 28′ 02″ N, 7° 28′ 12″ O | Imóvel de Interesse Público                          | 4595             |
| Anta dos Coureleiros V |        | Santiago Maior | 39° 27′ 03″ N, 7° 28′ 04″ O | Imóvel de Interesse Público                          | 3872             |
| Anta dos Coureleiros III |        | Santiago Maior | 39° 26′ 59″ N, 7° 27′ 59″ O | Imóvel de Interesse Público                          | 4587             |
| Anta do Vale da Estrada |        | Santiago Maior | 39° 28′ 12″ N, 7° 30′ 41″ O | Imóvel de Interesse Público                          | 4589             |
| Anta de São Brissos |        | Santiago do Escoural                                                                                               | 38° 31′ 29″ N, 8° 07′ 46″ O | Monumento Nacional                                   | 1241             |
| Anta 1 do Carapetal |        | Santiago do Escoural                                                                                               | 38° 30′ 52″ N, 8° 13′ 26″ O | Sítio de Interesse Público                           | 35298            |
| Anta 2 do Carapetal |        | Santiago do Escoural                                                                                               | 38° 31′ 01″ N, 8° 13′ 20″ O | sem protecção legal                                  |                  |
| Anta do Montinho das Pretas                                                                                                   |        | Santo Aleixo | 38° 57′ 46″ N, 7° 26′ 41″ O | Sítio de Interesse Público                           | 28642            |
| Anta do Peral 1 |        | Santo Aleixo | 38° 57′ 32″ N, 7° 26′ 18″ O | Sítio de Interesse Público                           | 28643            |
| Antas da Meada 1 e 2 |        | Santo Aleixo | 38° 56′ 49″ N, 7° 26′ 01″ O 38° 56′ 47″ N, 7° 25′ 38″ O | Imóvel de Interesse Público Em vias de classificação | 28641            |
| Dólmen de São Pedro Dias |        | Santo André de Poiares                                                                                             | 40° 14′ 04″ N, 8° 12′ 29″ O | Imóvel de Interesse Público                          | 1275             |
| Anta de Curral dos Mouros |        | Seixo da Beira | 40° 27′ 13″ N, 7° 48′ 15″ O | Imóvel de Interesse Público                          | 2581             |
| Anta de Arcaínha ou Dólmen do Seixo da Beira                                                                                  |        | Seixo da Beira | 40° 26′ 39″ N, 7° 50′ 40″ O | Imóvel de Interesse Público                          | 891              |
| Anta de Vale da Laje |        | Serra | 39° 33′ 23″ N, 8° 18′ 08″ O |                                                      |                  |
| Anta 1 do Vale da Laje |        | Serra e Junceira                                                                                                   | 39° 33′ 23″ N, 8° 18′ 08″ O | Em vias de classificação                             | 36325            |
| Antas da Abegoaria |        | Sertã | |                                                      |                  |
| Pedra da Moura |        | Silva Escura e Dornelas                                                                                            | 40° 46′ 49″ N, 8° 18′ 37″ O | Imóvel de Interesse Público                          | 783              |
| Marco de São Torpes |        | Sines | 37° 55′ 29″ N, 8° 48′ 20″ O | sem protecção legal                                  | 4701             |
| Antas da Serra de Soajo |        | Soajo Cabana Maior                                                                                                 | 41° 53′ 03″ N, 8° 18′ 48″ O | Monumento Nacional                                   | 5162             |
| Anta do Vale da Rua |        | Sobrado e Bairros                                                                                                  | 41° 02′ 26″ N, 8° 16′ 09″ O | Monumento Nacional                                   | 5689             |
| Mamoa do Alto do Cotorino |        | Soutelo de Aguiar                                                                                                  | 41° 29′ 55″ N, 7° 43′ 14″ O | Imóvel de Interesse Público                          | 6008             |
| Anta da Pedreirinha |        | São Bartolomeu de Messines                                                                                         | 37° 15′ 11″ N, 8° 19′ 52″ O | Imóvel de Interesse Municipal                        | 35857            |
| Anta da Herdade do Zambujal                                                                                                   |        | São Bento do Mato                                                                                                  | 38° 38′ 13″ N, 8° 06′ 36″ O | Monumento Nacional                                   | 3852             |
| Anta da Quinta do Forte de Botas                                                                                              |        | São Brás e São Lourenço                                                                                            | 38° 50′ 38″ N, 7° 12′ 13″ O | Imóvel de Interesse Público                          | 4590             |
| Anta 1 de Torre das Arcas |        | São Brás e São Lourenço                                                                                            | 38° 51′ 50″ N, 7° 13′ 06″ O | Imóvel de Interesse Público                          | 2063             |
| Antas da Coutada de Alcogulo                                                                                                  |        | São João Baptista                                                                                                  | 39° 24′ 41″ N, 7° 29′ 57″ O | Monumento Nacional                                   | 1681             |
| Anta do Alcogulo II |        | São João Baptista                                                                                                  | 39° 25′ 06″ N, 7° 29′ 49″ O | Imóvel de Interesse Público                          | 4586             |
| Anta do Alcogulo III |        | São João Baptista                                                                                                  | 39° 24′ 54″ N, 7° 29′ 37″ O | Imóvel de Interesse Público                          | 4596             |
| Anta da Fonte de Mouratão |        | São João Baptista                                                                                                  | 39° 24′ 44″ N, 7° 34′ 16″ O | Monumento Nacional                                   | 3724             |
| Anta da Nave do Grou |        | São João Baptista                                                                                                  | 39° 23′ 47″ N, 7° 30′ 22″ O | Monumento Nacional                                   | 3720             |
| Anta do Tapadão da Relva |        | São João Baptista                                                                                                  | 39° 23′ 35″ N, 7° 33′ 18″ O | Imóvel de Interesse Público                          | 4583             |
| Anta dos Currais do Galhordas                                                                                                 |        | São João Baptista                                                                                                  | 39° 28′ 18″ N, 7° 33′ 08″ O | Sítio de Interesse Municipal                         | 35891            |
| Mamoa das Madorras |        | São Martinho de Antas e Paradela de Guiães                                                                         | 41° 17′ 55″ N, 7° 36′ 36″ O | sem protecção legal                                  | 34629            |
| Antas do Pinheiro do Campo |        | São Sebastião da Giesteira e Nossa Senhora da Boa Fé                                                               | 38° 35′ 50″ N, 8° 04′ 54″ O | Monumento Nacional                                   | 3928             |
| Mamoa de São Simão |        | São Simão de Gouveia                                                                                               | 41° 11′ 52″ N, 8° 01′ 54″ O | Imóvel de Interesse Municipal                        | 4835             |
| Anta da Quinta das Longas |        | São Vicente e Ventosa                                                                                              | 38° 56′ 25″ N, 7° 11′ 11″ O | sem protecção legal                                  | 28885            |
| Anta da Capela dos Mouros |        | Talhadas | 40° 41′ 31″ N, 8° 18′ 12″ O |                                                      |                  |
| Monumento Megalítico de Chão Redondo 1 e 2                                                                                    |        | Talhadas | 40° 39′ 51″ N, 8° 18′ 43″ O | Imóvel de Interesse Público                          | 870              |
| Anta de Arquinha da Moura |        | Tondela | 40° 30′ 39″ N, 8° 00′ 16″ O | Imóvel de Interesse Público                          |                  |
| Anta da Herdade da Murteira                                                                                                   |        | Torre de Coelheiros                                                                                                | 38° 23′ 43″ N, 7° 53′ 11″ O | Monumento Nacional                                   | 3929             |
| Anta da Herdade da Tisnada |        | Torre de Coelheiros                                                                                                | 38° 26′ 15″ N, 7° 51′ 17″ O | Monumento Nacional                                   | 3945             |
| Necrópole de Vermoim |        | Vermoim | 41° 25′ 58″ N, 8° 27′ 27″ O 41° 26′ 04″ N, 8° 27′ 25″ O 41° 26′ 03″ N, 8° 27′ 25″ O 41° 25′ 56″ N, 8° 27′ 29″ O | Conjunto de Interesse Público                        | 1121             |
| Anta 2 da Herdade da Brita |        | Viana do Alentejo                                                                                                  | | sem protecção legal                                  |                  |
| Anta da Portelagem e Mamoas do Rápido                                                                                         |        | Vila Chã | 41° 34′ 42″ N, 8° 45′ 44″ O | Em vias de classificação                             | 21300            |
| Anta de Fonte Coberta |        | Vila Chã | 41° 20′ 05″ N, 7° 28′ 18″ O | Monumento Nacional                                   | 5828             |
| Dólmen do Rapído |        | Vila Chã | 41° 34′ 43″ N, 8° 45′ 44″ O | Em vias de classificação                             | 21300            |
| Anta da Barrosa |        | Vila Praia de Âncora                                                                                               | 41° 48′ 36″ N, 8° 51′ 03″ O | Monumento Nacional                                   | 441              |
| Necrópole Megalítica do Bustelo                                                                                               |        | Vila Verde | 41° 41′ 45″ N, 8° 27′ 33″ O |                                                      |                  |
| Antas de Vilarinho |        | Vilarinho da Castanheira                                                                                           | 41° 11′ 53″ N, 7° 12′ 52″ O | Monumento Nacional                                   | 693              |
| Dólmen de Vile |        | Vile | 41° 48′ 33″ N, 8° 50′ 30″ O | Imóvel de Interesse Público                          | 3598             |
| Dólmens das Herdade dos Prates                                                                                                |        | Vimieiro | 38° 41′ 05″ N, 7° 53′ 45″ O |                                                      |                  |
| Dólmens da Caeira |        | Vimieiro | 38° 52′ 54″ N, 7° 57′ 07″ O |                                                      |                  |
| Anta da Venda do Duque |        | Vimieiro | 38° 46′ 32″ N, 7° 47′ 39″ O | Monumento Nacional                                   | 1177             |
| Dólmen da Malhada do Cambarinho                                                                                               |        | Vouzela | 40° 40′ 48″ N, 8° 07′ 14″ O |                                                      |                  |
| Mamoa de Aspra |        | Âncora | 41° 48′ 15″ N, 8° 50′ 20″ O | Imóvel de Interesse Público                          | 2197             |

∑ 234 items.